# Rutebil
En rutebil er en bus, der indgår i den kollektive trafik, typisk mellem byerne – i modsætning til bybussen, der kører i den enkelte by.
I en række danske byer har bybus- og rutebilsdriften været adskilt – således kørte DSB i en årrække rutebil mellem forskellige byer over hele landet.
Danmarks første rutebil kørte mellem Nysted og Nykøbing Falster fra 1903 til 1906.